# Stellaria fenzlii
Stellaria fenzlii är en nejlikväxtart som beskrevs av Eduard August von Regel. Stellaria fenzlii ingår i släktet stjärnblommor, och familjen nejlikväxter. Inga underarter finns listade i Catalogue of Life.